# 阳峪镇
阳峪镇，是中华人民共和国陕西省咸陽市乾县下辖的一个乡镇级行政单位。

## 行政区划
阳峪镇下辖以下地区：
阳峪村、新店村、陈谈村、祝家堡村、铁佛村、南北村、任家洼村、南陵村、八一村、太平村、陈家坳村、田家坳村、陈家洼村、双丁村、白福村和冯市村。